# Grande Prémio Cidade de Camaiore
O Grande Prémio Cidade de Camaiore é uma corrida ciclista italiana disputada em Camaiore, na província de Lucca, na Toscana.
Criada em 1949, foi uma corrida amadora até 1965. Em 1983 e 1990, foi o Campeonato de Itália de Ciclismo em Estrada, ganhando os respectivamente Moreno Argentin e Giorgio Furlan. Desde a criação dos Circuitos Continentais UCI em 2005 faz parte do UCI Europe Tour, dentro da categoria 1.1.

## Palmarés
| Ano  | Vencedor                | Segundo                  | Tercero                  |
| ---- | ----------------------- | ------------------------ | ------------------------ |
| 1935 | Mario Vicini            |                          |                          |
| 1949 | Luigi Massei            | Orlando Olivieri         | Amedeo Paolinetti        |
| 1950 | Armando Fioriti         | Waldemaro Bartolozzi     | Vasco Bendinelli         |
| 1951 | Mauro Gianneschi        | Lino Ciocchetta          | Gino Cartacci            |
| 1952 | Luciano Ciancola        | Mario Ciabatti           | Gastone Nencini          |
| 1953 | Gastone Nencini         | Roberto Falaschi         | Mauro Gianneschi         |
| 1954 | Sante Ranucci           | Flaminio Giusti          | Adriano Benedettini      |
| 1955 | Dante Orlandi           | Quinto Furlani           | Paolo Guazzini           |
| 1956 | Nello Velucchi          | Secondo Finessi          | Diego Ronchini           |
| 1957 | Mario Bampi             | Livio Trapè              | Giuliano Natucci         |
| 1958 | Silvano Simonetti       | Romano Rossi             | Giuseppe Pardini         |
| 1959 | Alcide Cerato           | Emilio Giriboni          | Pietro Susta             |
| 1960 | Baldissera Vellada      | Olimpio Paolinelli       | Giovanni Sensi           |
| 1961 | Rolando Picchiotti      | Gianfranco Gallon        | Franco Bitossi           |
| 1962 | Roberto Nencioli        | Antonio Paolo Albonetti  | Danilo Ferrari           |
| 1963 | Roberto Nencioli        | Flaviano Vicentini       | Franco Lotti             |
| 1964 | Mario Anni              | Aldo Balasso             | Vitorio Bartali          |
| 1965 | Battista Monti          | Antonio Paolo Albonetti  | Pietro Guerra            |
| 1966 | Bruno Mealli            | Marino Vigna             | Luciano Armani           |
| 1967 | Luciano Dalla Bona      | Tommaso De Para          | Roberto Ballini          |
| 1968 | Giampiero Macchi        | Roberto Ballini          | Pietro Campagnari        |
| 1969 | Enrico Paolini          | Alberto Della Torre      | Julien Van Lint          |
| 1970 | Mauro Simonetti         | Ugo Colombo              | Adriano Passuello        |
| 1971 | Eddy Merckx             | Felice Gimondi           | Enrico Paolini           |
| 1972 | Roger De Vlaeminck      | Wilmo Francioni          | Wladimiro Panizza        |
| 1973 | Martín Emilio Rodríguez | Italo Zilioli            | Roger Swerts             |
| 1974 | Giacinto Santambrogio   | Sigfrido Fontanelli      | Roberto Poggiali         |
| 1975 | Francesco Moser         | Donato Giuliani          | Davide Boifava           |
| 1976 | Walter Riccomi          | Gary Clively             | Arnaldo Caverzasi        |
| 1977 | Franco Bitossi          | Valerio Lualdi           | Alfio Vandi              |
| 1978 | não se disputou         | não se disputou          | não se disputou          |
| 1979 | Giuseppe Saronni        | Phil Edwards             | Pierino Gavazzi          |
| 1980 | Silvano Contini         | Pierino Gavazzi          | Carmelo Barone           |
| 1981 | Giuseppe Saronni        | Giovanni Mantovani       | Simone Fraccaro          |
| 1982 | Jean Marie Wampers      | Sergio Santimaria        | Gianbattista Baronchelli |
| 1983 | Moreno Argentin         | Giovanni Battaglin       | Alessandro Paganessi     |
| 1984 | Roberto Ceruti          | Francesco Moser          | Pierino Gavazzi          |
| 1985 | Alberto Volpi           | Marino Amadori           | Stefano Colagè           |
| 1986 | Claudio Corti           | Fabrizio Vannucci        | Gianni Bugno             |
| 1987 | Gianni Bugno            | Jesper Worre             | Claudio Savini           |
| 1988 | Rolf Sørensen           | Gianbattista Baronchelli | Stefano Tomasini         |
| 1989 | Franco Ballerini        | Maurizio Fondriest       | Rodolfo Massi            |
| 1990 | Giorgio Furlan          | Roberto Pelliconi        | Flavio Giupponi          |
| 1991 | Gianni Faresin          | Bruno Leali              | Ivan Gotti               |
| 1992 | Davide Cassani          | Gianni Faresin           | Marco Lietti             |
| 1993 | Massimo Podenzana       | Giancarlo Perini         | Fabio Roscioli           |
| 1994 | Gianluca Bortolami      | Massimo Ghirotto         | Gianni Faresin           |
| 1995 | Luca Scinto             | Francesco Casagrande     | Massimo Podenzana        |
| 1996 | Alberto Elli            | Paolo Fornaciari         | Alessandro Baronti       |
| 1997 | Alexander Gontchenkov   | Maximilian Sciandri      | Vjatcheslav Djavanian    |
| 1998 | Andrea Tafi             | Massimo Podenzana        | Alessio Galletti         |
| 1999 | Massimo Donati          | Francesco Casagrande     | Luca Belluomini          |
| 2000 | Wladimir Belli          | Michele Bartoli          | Francesco Casagrande     |
| 2001 | Michele Bartoli         | Ivailo Gabrovski         | Gianni Faresin           |
| 2002 | Davide Rebellin         | Gabriele Missaglia       | Francesco Casagrande     |
| 2003 | Marco Serpellini        | Danilo Di Luca           | Luca Mazzanti            |
| 2004 | Paolo Bettini           | Danilo Di Luca           | Luca Paolini             |
| 2005 | Maxim Iglinskiy         | Franco Pellizotti        | Rinaldo Nocentini        |
| 2006 | Luca Paolini            | Ruslan Pidhornyy         | Mirko Celestino          |
| 2007 | Fortunato Baliani       | Gabriele Bosisio         | Kanstantsín Siutsou      |
| 2008 | Leonardo Bertagnolli    | Vasil Kiryienka          | Maurizio Biondo          |
| 2009 | Vincenzo Nibali         | Leonardo Bertagnolli     | Massimo Giunti           |
| 2010 | Kristjan Koren          | Giovanni Visconti        | Francesco Ginanni        |
| 2011 | Fabio Taborre           | Simone Stortoni          | Davide Rebellin          |
| 2012 | Esteban Chaves          | Sergei Chernetski        | Franco Pellizotti        |
| 2013 | Peter Sagan             | Diego Ulissi             | Rinaldo Nocentini        |
| 2014 | Diego Ulissi            | Matteo Montaguti         | Julián Arredondo         |